# Matt Stone
Matt Stone (Matthew Richard Stone, Houston, 26 de maio de 1971) é um animador, roteirista, diretor cinematográfico, dublador e ator americano.
Junto com Trey Parker, ele é um dos criadores da cômica série de televisão South Park e o show da Broadway, The Book of Mormon.
Stone e Parker mudaram-se para Los Angeles e escreveram seu segundo filme, Orgazmo (1997). Antes da estreia do filme, South Park estreou no Comedy Central em agosto de 1997. A dupla, que possui controle criativo total do show, produziu desde música e videogames baseados no show, que continua a ser executado. Eles trabalharam em um filme chamado South Park: Bigger, Longer & Uncut (1999), que recebeu elogios da crítica e dos fãs. Juntamente com Parker, ele também produziu vários longas-metragens e séries de televisão, incluindo Team America: World Police (2004). Depois de vários anos de desenvolvimento, The Book of Mormon, um musical co-escrito por Stone, Parker e o compositor Robert Lopez, estreou na Broadway e tornou-se imensamente bem-sucedido. Em 2013, ele e Parker estabeleceram seu próprio estúdio de produção, o Important Studios. Stone recebeu vários prêmios ao longo de sua carreira, incluindo cinco Prémios Emmy do Primetime por seu trabalho em South Park, bem como três Tony Awards e um Grammy Award por O Livro dos Mórmons. 

## Início da vida
Matthew Richard Stone nasceu em 26 de maio de 1971 em Houston, Texas, filho do professor de economia Gerald Whitney Stone e Sheila Lois (Belasco), sendo esta última judia(sefardita). Os personagens de South Park Gerald e Sheila Broflovski foram nomeados com base neles. Stone e sua irmã mais nova Rachel foram criados em Littleton, Colorado, um subúrbio de Denver, Colorado, onde ambos frequentaram a Heritage High School. Ele se formou na Universidade do Colorado em Boulder.

## Início de carreira

### Canibal! The Musical(1992-1994)
Em 1992, Parker, Stone, McHugh e Ian Hardin fundaram uma produtora chamada Conscience Avenging, em homenagem ao filme de DW Griffith com o mesmo nome, que era ativamente odiado pelo grupo. Parker empregou novamente a técnica de recorte de papel na primeira produção de Conscience Avenging, Jesus vs. Frosty (1992), um curta de animação colocando a figura religiosa contra Frosty the Snowman.
O quarteto criou um trailer de três minutos para um filme fictício intitulado Alferd Packer: The Musical. A ideia baseava-se numa obsessão de Parker com Alfred Packer, um garimpeiro do século XIX acusado de canibalismo. Durante esse tempo, Parker ficou noivo de sua namorada de longa data Lianne Adamo, mas o relacionamento deles se desfez pouco antes da produção do trailer ter começado. "Horrivelmente deprimido", Parker canalizou suas frustrações com ela para o projeto, nomeando o cavalo "amado mas desleal" de Packer em sua referência. O trailer se tornou uma sensação entre os estudantes da escola, levando Virgil Grillo, o presidente e fundador do departamento de cinema da universidade, a convencer o quarteto a expandi-lo para um longa-metragem. Parker escreveu o roteiro do filme, criando Oklahoma! estilo musical com dez músicas originais. O grupo levantou US$ 125 000 de familiares e amigos e começou a produzir o filme. O filme foi filmado em Loveland Pass quando o inverno estava terminando e a tripulação suportou o tempo gelado. Parker - sob o pseudônimo de Juan Schwartz - foi o protagonista, diretor e co-produtor do filme.
Alferd Packer: The Musical estreou em Boulder em outubro de 1993; "Eles alugaram uma limusine que circulava para transportar todos os membros do elenco e da equipe da parte de trás do quarteirão até o tapete vermelho na entrada do teatro." O grupo enviou o filme para o Sundance Film Festival, que não respondeu. Parker disse a McHugh que ele tinha uma "visão" de que precisavam estar no festival, o que resultou no grupo alugando uma sala de conferências em um hotel próximo e fazendo suas próprias exibições. A MTV fez um pequeno segmento de notícias sobre The Big Picture sobre o filme, e eles fizeram conexões no setor através do festival. Eles pretendiam vender direitos de vídeo ao filme por US$ 1 milhão e gastar os US$ 900 000 restantes para criar outro filme. O filme foi vendido para a Troma Entertainment em 1996, onde foi renomeado para Cannibal! The Musical, e após o sucesso posterior da dupla, tornou-se seu título mais vendido. Desde então, ele foi rotulado como um "clássico de culto" e adaptado em uma peça de teatro por grupos de teatro da comunidade e até mesmo escolas secundárias em todo o país.

### The Spirit of Christmas e Orgazmo(1995–97)
Nós estávamos dormindo no chão pensando, Uau, mais duas semanas e seremos ricos. E logo duas semanas se transformam em dois meses, e dois meses se transformam em dois anos, e você definitivamente pára de escutar.— Parker em seu início de carreira.
Após o sucesso do filme, o grupo, sem Hardin, mudou-se para Los Angeles. Na chegada, eles encontraram um advogado da William Morris Agency, que os conectou com o produtor Scott Rudin. Como resultado, a dupla adquiriu um advogado, um agente e um acordo de roteiro. Apesar de inicialmente acreditarem estar à beira do sucesso, a dupla lutou por vários anos. Stone dormiu sobre roupas sujas por mais de um ano porque não podia comprar um colchão. Eles lançaram sem sucesso um programa infantil chamado Time Warped para a Fox Kids, que envolveria histórias ficcional de pessoas na história. O trio criou dois pilotos separados por um ano, e apesar da aprovação do executivo de desenvolvimento Pam Brady, a rede dissolveu a divisão Fox Kids.
David Zucker, que era fã de Canibal!, contatou a dupla para produzir um curta-metragem de 15 minutos para Seagram mostrar em uma festa para aquisição da Universal Studios. Devido a um mal-entendido, Parker e Stone improvisaram grande parte do filme uma hora antes das filmagens, criando-o como uma paródia de vídeos instrucionais dos anos 50. O resultado, Your Studio and You, apresenta inúmeras celebridades, incluindo Sylvester Stallone, Demi Moore e Steven Spielberg. "Você provavelmente poderia fazer um longa-metragem a partir da experiência de fazer aquele filme porque foram apenas dois caras da faculdade dirigindo Steven Spielberg", observou Parker mais tarde, observando que a experiência era difícil para os dois. Durante o tempo entre filmar os pilotos para Time Warped, Parker escreveu o roteiro de um filme intitulado Orgazmo, que mais tarde entrou em produção. Metade do orçamento para o filme veio de uma empresa pornô japonesa chamada Kuki, que queria apresentar seus artistas na mídia ocidental. O distribuidor independente October Films comprou os direitos do filme por um milhão de dólares após sua exibição no Festival Internacional de Cinema de Toronto. O filme recebeu uma classificação NC-17 da Motion Picture Association of America, que resultou no fraco desempenho de bilheteria do filme. Parker e Stone tentaram negociar com a organização o que excluir da produção final, mas a MPAA não dava notas específicas. A dupla mais tarde teorizou que a organização se importava menos porque era um distribuidor independente, o que traria significativamente menos dinheiro.
Enquanto na Fox, o executivo Brian Graden cedeu para Parker e Stone um cheque pessoal de alguns milhares de dólares para produzir um cartão em vídeo que ele poderia entregar aos amigos; o filme seria uma sequência de seu curta anterior Jesus vs. Frosty. Graden enviou o filme em VHS para vários executivos do setor em Hollywood; Enquanto isso, alguém digitalizou o clipe e o colocou na Internet, onde se tornou um dos primeiros vídeos virais. Como Jesus vs Santa tornou-se mais popular, Parker e Stone começaram a falar sobre o desenvolvimento do curta em uma série de televisão. Fox se recusou a exibir a série, não querendo exibir um programa que incluía o personagem Mr. Hankey, um pedaço de fezes falante. Os dois foram inicialmente céticos em relação a possíveis acordos televisivos, observando que os esforços anteriores não tiveram sucesso. Os dois então entraram em negociações com a MTV e o Comedy Central. Parker preferiu que o show fosse produzido pela Comedy Central, temendo que a MTV transformasse a animação em um programa infantil. Quando o executivo da Comedy Central, Doug Herzog, assistiu ao curta, ele pediu que fosse desenvolvido em uma série.

## South Park

### Piloto e sucesso inicial (1997–98)
O episódio piloto de South Park foi feito com um orçamento de US$ 300 000, e levou entre três e três meses e meio para ser concluído, e a animação ocorreu em uma pequena sala no Celluloid Studios, em Denver, Colorado, durante o verão de 1996. Semelhante aos curtas de Parker e Stone's Christmas, o piloto original foi inteiramente animado com as técnicas tradicionais de animação stop motion em papel de recorte. A ideia para a cidade de South Park veio da verdadeira bacia do Colorado com o mesmo nome, onde, segundo os criadores, muito folclore e notícias surgiram sobre "avistamentos de OVNIs, mutilações de gado e avistamentos de Bigfoot".
South Park estreou em agosto de 1997 e imediatamente se tornou um dos programas mais populares da televisão a cabo, com uma média consistente entre 3,5 e 5,5 milhões de telespectadores. O show transformou a então novata Comedy Central em "um poder da indústria a cabo quase da noite para o dia". Na época, a rede de cabo tinha uma baixa distribuição de apenas 21 milhões de assinantes. Comedy Central comercializou o show de forma agressiva antes de seu lançamento, nomeando-o como "porque eles criaram o V-chip". O sucesso resultante levou à rede à ganhar estimados US$ 30 milhões em vendas de camisetas sozinha antes do primeiro episódio ir ao ar. Devido ao sucesso dos primeiros seis episódios da série, a Comedy Central solicitou outros sete; a série completou sua primeira temporada em fevereiro de 1998. Uma afiliada da MTV Network até então, a Comedy Central decidiu, em parte devido ao sucesso de South Park, ter seu próprio departamento de vendas independente. No final de 1998, a Comedy Central tinha vendido mais de US$ 150 milhões em mercadorias para o show, incluindo camisetas e bonecas. Ao longo dos próximos anos, a audiência da Comedy Central aumentou em grande parte devido a South Park, adicionando 3 milhões de novos assinantes no primeiro semestre de 1998 e permitiu que a rede assinasse acordos internacionais com redes em vários países.
Parker e Stone se tornaram celebridades como resultado do sucesso do programa; Parker observou que o sucesso de South Park permitiu que ele seguisse, por um tempo, um estilo de vida que envolvia festejar com mulheres e "festas descontroladas" em Las Vegas. Sua filosofia de aceitar todos os acordos (que surgiram como resultado de sua falta de confiança no sucesso inicial de South Park) levou a sua aparição em filmes, álbuns e acordos fora do roteiro. Entre estes incluiu BASEketball, um filme de comédia de 1998 que se tornou um fracasso crítico e comercial, e os direitos de produzir uma sequência para Dumb and Dumber, que nunca foi concluído.

### Bigger, Longer & Uncut e atualmente (1999–presente)
Parker e Stone assinaram um contrato com a Comedy Central em abril de 1998, que contratou a dupla para produzir episódios de South Park até 1999, dando a eles uma fatia do lucrativo merchandising que a série gerou em seu primeiro ano, além de uma quantia não especificada de sete dígitos de bônus para trazer o show para a tela grande, nos cinemas. Durante o tempo, a equipe também estava ocupada escrevendo as segunda e terceira temporadas da série, a primeira das quais Parker e Stone mais tarde descreveram como "desastrosa". Como tal, eles imaginaram que o fenômeno acabaria logo e decidiram escrever um musical pessoal totalmente comprometido. Parker e Stone lutaram com a MPAA para manter o filme R-rated; por meses, o quadro de classificação insistiu na NC-17, mais proibitiva. O filme só recebeu a certificação R duas semanas antes de seu lançamento, após conversas contenciosas entre Parker/Stone, Rudin e Paramount Pictures. Parker se sentiu muito sobrecarregado durante o processo de produção do filme, especialmente entre abril e a abertura do filme no final de junho. Ele admitiu que a cobertura da imprensa, que dizia que o fim de South Park estava próximo, o incomodava. South Park: Bigger, Longer & Uncut estreou nos cinemas em junho de 1999 e foi aclamado pela crítica ao arrecadar US$ 83 milhões nas bilheterias.
Parker e Stone continuam a escrever, dirigir e dublar a maioria dos personagens em South Park. Com o tempo, o programa adotou um processo de produção único, no qual um episódio inteiro é escrito, animado e transmitido em uma semana. Parker e Stone afirmam que sujeitar-se a um prazo de uma semana cria mais espontaneidade entre si no processo criativo, que eles sentem o resultado em um programa mais divertido. Embora as avaliações iniciais do programa tenham sido negativas em relação ao seu humor grosseiro, a série recebeu vários elogios, incluindo cinco Primetime Emmy Awards, um Peabody Award e numerosas inclusões nas listas de maiores programas de televisão de várias publicações. Embora sua audiência seja menor do que no auge de sua popularidade em suas primeiras temporadas, South Park continua sendo uma das séries mais bem avaliadas do Comedy Central. Em 2012, South Park reduziu a produção de 14 episódios por ano (sete na primavera e sete no outono) para uma única sequência de 10 episódios no outono, para permitir que a dupla explorasse outros projetos no resto do ano. A atração está atualmente renovada até 2019, quando chegará à sua vigésima terceira temporada.

## Televisão e projetos de cinema

### That's My Bush!(2000–01)
Em 2000, Parker e Stone começaram a planejar uma sitcom para televisão estrelando o vencedor da eleição presidencial de 2000. A dupla tinha "95% de certeza" de que o candidato democrata Al Gore venceria e, provisoriamente, intitulou o programa Everybody Loves Al. O objetivo principal era parodiar figuras de sitcom, com um personagem principal amável, a empregada atrevida, e o vizinho maluco. Parker disse que os produtores não queriam tirar sarro da política, mas sim satirizar sitcoms. Eles realizaram uma festa na noite da eleição com os escritores, com intenções de começar a escrever na segunda-feira seguinte e filmar o show em janeiro de 2001 com a posse. Com a confusão de quem o presidente seria, a produção do programa foi adiada. O show foi filmado na Sony Pictures Studios, e foi a primeira vez que Parker e Stone fizeram um show em um lote de produção.
Embora That's My Bush!, exibido entre abril e maio de 2001, tenha recebido uma boa quantidade de publicidade e crítica positiva, de acordo com Stone e Parker, o custo por episódio era muito alto, "cerca de US$ 1 milhão por episódio". O Comedy Central oficialmente cancelou a série em agosto de 2001 como uma estratégia de corte de custos; Stone foi citado dizendo: "Um show super caro em uma pequena rede de cabo ... a economia não estava funcionando". Comedy Central continuou exibindo o programa em reprises, considerando-o um sucesso criativo e crítico. Parker acreditava que o show não teria sobrevivido depois dos ataques de 11 de setembro, e Stone concordou, dizendo que o programa não iria "tocar bem". Durante esse tempo, a dupla também assinou um contrato com a Macromedia Shockwave para produzir 39 curtas online de animação nas quais eles manteriam o controle artístico completo; o resultado, Princess, foi rejeitado depois de apenas dois episódios.

### Team America: World Police(2002–04)
Em 2002, a dupla começou a trabalhar em Team America: World Police, uma sátira de filmes de ação de grande orçamento e seus clichês e estereótipos associados, com particular ênfase humorística nas implicações globais da política dos Estados Unidos. Estrelando marionetes, Team America foi produzido usando uma equipe de cerca de 200 pessoas, o que às vezes exigia quatro pessoas de cada vez para manipular uma marionete. Embora os cineastas tenham contratado três dúzias de operadores de marionetes altamente habilidosos, a execução de alguns atos muito simples por parte das marionetes mostrou-se muito difícil, com um simples tiro de um personagem gastando meio dia para ser completado com sucesso. O prazo para a conclusão do filme teve um impacto sobre ambos os cineastas, assim como várias dificuldades em trabalhar com fantoches, com Stone, descrevendo o filme como "o pior momento de [minha] vida", recorrendo ao café para trabalhar 20 horas por dia e tomando pílulas de dormir para ir para a cama. O filme mal foi concluído a tempo para sua data de lançamento em outubro, mas as críticas foram positivas e o filme fez uma pequena quantia nas bilheterias.

## Broadway e estúdios de cinema

### O Livro de Mórmon(2011–presente)
Parker e Stone, ao lado do escritor e compositor Robert Lopez, começaram a trabalhar em uma apresentação musical focada no mormonismo durante a produção de Team America. Lopez, fã de South Park e criador do boneco musical Avenue Q, se encontrou com a dupla após uma apresentação do musical, onde eles conceberam a ideia. O musical, intitulado O Livro de Mórmon: O Musical da Igreja de Jesus Cristo dos Santos dos Últimos Dias, foi trabalhado ao longo de um período de vários anos; Trabalhando em torno de sua agenda de South Park, eles voaram entre Nova York e Los Angeles frequentemente, primeiro escrevendo letras para o musical em 2006. Oficinas de desenvolvimento começaram em 2008, e a equipe embarcou na primeira de uma série de oficinas que aconteceriam nos próximos quatro anos. Originalmente, o produtor Scott Rudin planejava encenar O Livro de Mórmon fora da Broadway no New York Theatre Workshop no verão de 2010, mas optou por estrear diretamente na Broadway, "Esses caras [Parker e Stone] trabalham melhor quando as apostas são mais altas".
Depois de uma série frenética de reescritas, ensaios e prévias, O Livro de Mórmon estreou na Broadway no Eugene O'Neill Theatre em 24 de março de 2011. O Livro de Mórmon recebeu amplos elogios da crítica pelo enredo, partitura, performances de atores, direção e coreografia. Um elenco de gravação da produção original da Broadway tornou-se o álbum de maior elenco da Broadway em mais de quatro décadas. O musical recebeu nove Tony Awards, um de Melhor Musical e um Grammy de Melhor Álbum de Teatro Musical. Desde então, a produção se expandiu para duas turnês nacionais, uma produção em Chicago, no Reino Unido, e Parker e Stone confirmaram que uma adaptação cinematográfica está em fase de pré-produção.

### Estúdios importantes e projetos futuros (2013–presente)
Com fundos suficientes de seu trabalho em South Park e The Book of Mormon, a dupla anunciou planos para criar seu próprio estúdio de produção, a Important Studios, em janeiro de 2013. O estúdio vai aprovar projetos que vão de filmes a televisão e teatro.
Em 13 de abril de 2016, a Universal Pictures anunciou que Trey Parker daria voz ao vilão Balthazar Bratt em Despicable Me 3. O filme, lançado em junho de 2017, foi o primeiro papel de voz de Parker, não roteirizado por ele mesmo ou por Matt Stone.

## Vida pessoal
Desde 2001, Stone tem um relacionamento com Angela Howard. Os dois se conheceram enquanto Howard era executiva da Comedy Central. Em 2008, Stone se casou com Howard. Juntos eles têm dois filhos.
Stone descreveu a si mesmo como etnicamente judeu, por conta de sua mãe ser judia. Em relação às suas crenças, Stone se auto-identifica como um ateu.
Politicamente, Stone se descreve como libertário. Stone resumiu suas opiniões com o comentário: "Eu odeio conservadores, mas eu realmente odeio liberais".

## Filmografia

### Colaborações comTrey Parker
- Cannibal! The Musical (1994): ator, co-escritor, produtor
- The Spirit of Christmas (Jesus vs. Santa, 1995; Jesus vs. Frosty, 1992)
- Orgazmo (1997): ator, co-escritor, produtor
- South Park (série de televisão, 1997-presente): co-criador, vozes, escritor, música adicional, produtor executivo
- BASEketball (1998): ator
- South Park: Bigger, Longer & Uncut (1999): vozes, co-escritor, produtor
- "Even If You Don't" de Ween (vídeo musical, 2000): diretor
- That's My Bush! (televisão séries, 2001): co-criador, escritor, produtor executivo
- Team America: World Police (2004): co-escritor, vozes, produtor
- El Tigre: The Adventures of Manny Rivera (série de televisão, 2007): vozes

### Outros filmes
- Bowling for Columbine (2003): convidado
- Electric Apricot: Quest For Festeroo (2007): Tom "the taper"
- This Film Is Not Yet Rated (2006): entrevistado

### Voz
Vozes em "South Park":
- Kyle Broflovski e seu pai Gerald Broflovski
- Kenny McCormick e seu pai Stuart McCormick
- Jimbo Kern
- Jesus
- Butters Stotch
- Craig Tucker
- Saddam Hussein
- Big Gay Al
- Pip
- Terrance
- Tweek
- Jimmy Vulmer e seu pai Richard Vulmer
- Priest Maxi, o padre de South Park
- Kevin
- Mr. Adler